# Nazwa generalna
Nazwa generalna – nazwa, która w przeciwieństwie do nazwy indywidualnej, może stanowić nie tylko podmiot, ale także orzecznik w zdaniu podmiotowo-orzecznikowym.
Nazwy generalne mogą być:
- ogólne, jeśli mają więcej, niż jeden desygnat – np. „autor eposu rzymskiego”, „człowiek”, „gwiazda”,
- jednostkowe, jeśli mają jeden desygnat – np. „autor Eneidy”, „pierwszy król Polski z dynastii Piastów”, „matka Jana Pawła II”,
- puste, jeśli nie mają desygnatów – do nich zaliczają się wszystkie nieposiadające znaczenia neologizmy. Nazwę pustą może ograniczać czas – np. w XXI wieku nazwa „rycerz” jest pusta, lecz w XIII wieku nią nie była.

Nazwami generalnymi jednostkowymi są deskrypcje.